# Hadropenaeus modestus
Hadropenaeus modestus är en kräftdjursart som först beskrevs av Sidney Irving Smith 1885.  Hadropenaeus modestus ingår i släktet Hadropenaeus och familjen Solenoceridae. Inga underarter finns listade i Catalogue of Life.